# 라돈의 정리
기하학에서, 1921년에 요한 라돈에 의해 출판된 볼록 집합의 라돈의 정리는 어떤 Rd의 점 d + 2 개의 집합이든지 볼록 폐포가 교차하는 두 서로소 집합으로 분할할 수 있다고 한다. 이 볼록 폐포의 교집합에 있는 점을 집합의 라돈 점이라고 부른다.
예를 들어, d = 2인 경우, 유클리드 평면에 있는 어떤 네 점의 집합은 두 방법 중 하나로 나뉘어 질 수 있다. 이것은 세 개의 집합 (삼각형)의 볼록 폐포가 하나의 집합을 포함하는 세 개의 집합과 한 개의 집합을 만들 수 있다; 대신에 두 개의 선분이 교차하도록 하는 양 끝점을 이루는 두 쌍의 점을 만들 수 있다.

## 정의와 구성

평면에서 네 점을 가지는 두 집합(정사각형의 꼭짓점과 정삼각형과 중심), 이 점들의 세 연립 일차 방정식을 푸는 계수들, 그리고 양의 계수로 이루어진 점과 음의 계수로 이루어진 점으로 분리된 라돈 분할을 나타낸 것이다.

d차원 공간의 점 d + 2 개의 어떤 집합 {\displaystyle \{x_{1},x_{2},\dots ,x_{d+2}\}\subset \mathbf {R} ^{d}}을 고려하자. 그러면 다음 연립 일차 방정식을 푸는 모두 영이 아닌 계수들의 집합 a1, ..., ad + 2가 존재한다:
{\displaystyle \sum _{i=1}^{d+2}a_{i}x_{i}=0,\quad \sum _{i=1}^{d+2}a_{i}=0,}
모르는 것(계수)이 d + 2 개가 있고 만족시켜야 하는 방정식은 d + 1 개 밖에 없기 때문에(하나하나는 점의 각각의 위치에 관한 것이고 마지막 방정식은 계수의 합이 0이 되어야 한다는 것이다), 0이 아닌 특정한 솔루션 a1, ..., ad + 2을 고정하자. I를 양의 계수를 가지는 점의 집합이라고 하고, J를 음이나 영의 계수를 가지는 점의 집합이라고 하자. 그러면 I와 J는 요구한 점들을 볼록 폐포가 교차하는 두 개의 부분집합으로의 분할을 만족한다.
I와 J의 볼록 폐포는 다음 점을 공통으로 포함하기 때문에 교차한다:
{\displaystyle p=\sum _{i\in I}{\frac {a_{i}}{A}}x_{i}=\sum _{j\in J}{\frac {-a_{j}}{A}}x_{j},}
이 때, {\displaystyle A}는 다음과 같다:
{\displaystyle A=\sum _{i\in I}a_{i}=-\sum _{j\in J}a_{j}.}
공식의 좌변의 p는 이 점을 I에 있는 점의 볼록 조합으로 나타내고, 우변은 이것을 J의 점들의 볼록 조합으로 나타낸다. 따라서, p는 양 쪽의 볼록 폐포에 포함되기 때문에 증명이 완료되었다.
이 증명 방법은 가우스 소거법이나 계수의 연립 일차 방정식을 풀기 위한 다른 효율적인 알고리즘을 사용해서 차원의 다항 시간에 라돈 점의 효율적인 생성을 가능하게 한다.

## 위상 수학적 라돈 정리
라돈의 정리의 위상수학적인 일반화는 다음을 말한다. ƒ가 (d + 1)차원 단체에서 d차원 공간까지 연속인 어떤 함수일 때, 그 단체는 ƒ의 상에서는 교차하지만 서로 교차하지 않는 두 개의 면을 가진다. 라돈의 정리 자체는 ƒ가 단체의 꼭짓점을 d차원 공간의 d + 2개의 점으로 가지는 유일한 아핀 맵인 특수한 경우로 해석될 수 있다.
더 일반적으로, K가 어떤 (d + 1)차원 콤팩트 볼록 집합이고, ƒ가 K에서 d차원 공간까지 연속인 어떤 함수라고 하면, g가 최댓값을 가지는 점들 과 최솟값을 가지는 점들이 ƒ의 같은 점에 맵핑되는 선형 함수 g가 존재한다. K가 단체인 경우에, g의 최소점과 최대점으로 생성되는 두 단체의 면들은 그러면 반드시 두 교차하지 않는 면들의 상들의 교집합은 공집합이 아니게 된다. 이 같은 일반적인 명제를 단체 대신에 초구에 적용하면 ƒ가 반드시 구의 두 극점에 같은 점에 맵핑되는 보르수크-울람 정리를 얻는다.

## 적용
평면의 어떤 네 점의 라돈 점은 다른 점들과의 거리의 합이 최소인 기하학적 중심이다.
라돈의 정리는 헬리의 정리의 볼록 집합의 교점에서 표준적인 증명의 핵심 단계를 만든다; 이 증명은 라돈의 정리의 라돈의 원래의 발견의 동기였다.
라돈의 정리는 선형 분리의 면에서 d차원의 점의 VC 차원을 계산하기 위해서 사용된다. 모든 두 공집합이 아닌 부분집합이 서로 초평면으로 분리할 수 있는 점 d + 1개의 집합(예를 들어, 정단체의 점들)이 존재한다. 하지만 어떤 점 d + 2 개의 집합이 주어지던지에 관계없이, 라돈 분할의 두 부분집합은 선형적으로 분리할 수 없다. 따라서, 이 계의 VC 차원은 정확히 d + 1이다.
반복적으로 점 d + 2 개의 집합을 반복적으로 라돈 점으로 재배치하는 무작위 알고리즘은 모든 점 집합의 중간점을 점의 개수와 차원에 관한 다항시간 안에 근사한다.